# The Long and Winding Road
The Long and Winding Road – ballada rockowa zespołu The Beatles, napisana przez Paula McCartneya, lecz za autorów uważa się duet Lennon/McCartney. Znalazła się na ostatnim w dyskografii zespołu albumie Let It Be, wydanym w 1970 roku. Utwór znalazł się na singlu opublikowanym 23 maja 1970 roku w USA. W tym samym roku była numerem jeden notowania listy Billboard Hot 100.

## Inne wersje
W 2002 roku, Will Young i Gareth Gates nagrali cover kompozycji McCartneya, który wydano na singlu. Mała płyta dotarła na szczyt brytyjskiego zestawienia.